# Goldgruben
Goldgruben ist ein Dokumentarfilm von Günter Lippmann von 1982 über Industrieabfallrecycling in der DDR. Er war der erste Ökofilm und einer der zuschauerstärksten Dokumentarfilme der DEFA.

## Interieur
Berichtet wird über die Wiederverwertung von Industrieabfällen aus dem  VEB Kombinat  Zellstoff und Papier in Heidenau, dem VEB Stahl- und Walzwerk Brandenburg und dem VEB Kombinat Chemische Werke Buna in Schkopau.
Dabei werden auch die ökologischen Schäden gezeigt, die bei diesen Verarbeitungsprozessen entstehen.

## Hintergründe
Günter Lippmann hatte in den 1970er Jahren wiederholt Probleme mit der Zensur bei einigen seiner Dokumentarfilme und weigerte sich auch 1976, die Ausbürgerung von Wolf Biermann öffentlich zu befürworten.
1981 wurde ihm Recycling von Industrieabfällen vom DEFA-Studio für Dokumentarfilme als Thema vorgeschlagen. Dabei stellte er im Laufe der Dreharbeiten die erheblichen ökologischen Schäden fest, die dabei entstanden, was eigentlich von den Auftraggebern so nicht beabsichtigt war. Einige dieser Szenen durften im Film bleiben, andere mussten herausgeschnitten werden, auch alle schwarzen Rauchfahnen aus den Industrieschornsteinen.
Goldgruben hatte am 16. Juli 1982 Premiere, als Vorfilm von Lady Chatterleys Liebhaber, dem ersten westlichen Erotikfilm in den Kinos der DDR. Sie erreichten sehr hohe Zuschauerzahlen. Nach einiger Zeit musste der Vorfilm nach Intervention des Ministers für Transport- und Verkehrswesen aus den Kinos genommen werden. Er wurde aber weiter in Matineen gezeigt, die ebenfalls eine gute Resonanz hatten. Insgesamt sahen ihn über eine Million Zuschauer, Goldgruben war damit einer der zuschauerstärksten Dokumentarfilme in der DDR.
Günter Lippmann drehte mit Kostbares Naß (1986) und Wer hat dich, du schöner Wald (1989) zwei weitere kritische Filme zu Umweltschäden in der DDR, wobei letzterer erst 1990 gezeigt werden konnte.